# Espace urbain de Saumur
L'espace urbain de Saumur est un espace urbain français centré autour de la ville de Saumur, dans le département de Maine-et-Loire. Par la population, c'est le  53° des 95 espaces urbains français. En 1999, sa population était de 47 445  habitants sur une superficie de 321,58 km2.

## Caractéristiques
D'après la délimitation établie par l'INSEE en 1999, cet espace urbain est identique à l'aire urbaine de Saumur : 22  communes dont 6 communes urbaines (4 formant le pôle urbain, 2 monopolarisées) et 16 communes rurales monopolarisées. 
C'est un espace urbain unipolaire, qui ne peut donc pas comporter de communes multipolarisées.